# Gisèle Pascal

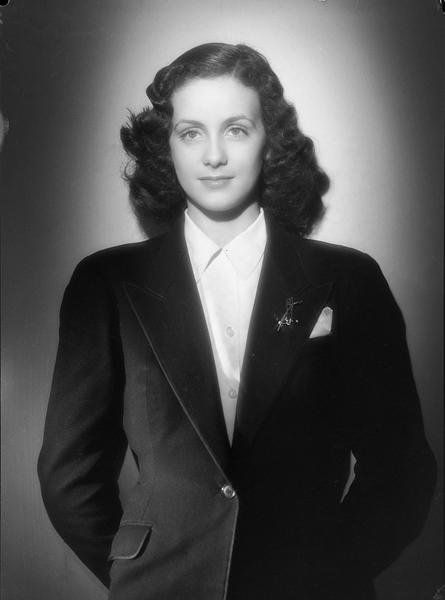
Gisèle Pascal (1945)

Gisèle Pascal (geboren am 17. September 1921 als Giselle Marie Madeleine Tallone in Cannes; gestorben am 2. Februar 2007 in Nîmes) war eine französische Schauspielerin.
Die einstige Geliebte des Fürsten von Monaco, Rainier III, war mit dem Schauspieler Raymond Pellegrin (1925–2007) verheiratet. Ihre Tochter Pascale Pellegrin (* 12. September 1962; † 8. Februar 2018) war ebenfalls Schauspielerin.
Sie spielte bereits in den 1940er Jahren bei Marc Allégret (Das Mädchen von Arles; Lunegarde) und bei Marcel L’Herbier (La vie de Bohème). Den Durchbruch hat sie als kecke Christine 1948 in Die tolle Miss (Mademoiselle s’amuse) von Jean Boyer, doch ihre bekannteste Kinorolle ist ebenfalls die Geliebte eines Monarchen, die der Louise de La Vallière, Maîtresse Ludwigs XIV., in Sacha Guitrys Versailles – Könige und Frauen.

## Filmographie (Auswahl)
- 1942: La Vie de Bohème
- 1944: Die Gräfin von Lunegarde (Lunegarde)
- 1946: Letzte Zuflucht (Dernier refuge)
- 1947: Die tolle Miss (Mademoiselle s’amuse)
- 1947: Heimliche Liebe (Après l’amour)
- 1951: Liebe (Bel amour)
- 1954: Feuer unter der Haut (La feu dans la peau)
- 1954: Verfemte Frauen (Marchandes d’illusions)
- 1955: Mademoiselle de Paris
- 1956: Frauen, die man nie vergißt (Pitie pour les vamps)
- 1958: Der blonde Skorpion (Ça n’arrive qu’aux vivants)
- 1969: Ein Sommer in Frankreich (L’échelle blanche / La Promesse)
- 1954: Versailles – Könige und Frauen (Si Versailles m’était conté)
- 1984: Die öffentliche Frau (La femme publique)

## Fernsehserien (Auswahl)
- 1988: Fest im Sattel